# Clarke Medal
Clarke Medal – wyróżnienie przyznawane corocznie od 1878 r. przez Royal Society of New South Wales (Nowa Południowa Walia) za wykonane na terenie Australii wyróżniające się prace badawcze w dziedzinie geologii, botaniki lub zoologii (rotacyjnie co 3 lata); zostało ustanowione dla uhonorowania Williama B. Clarka, jednego z założycieli stowarzyszenia. 

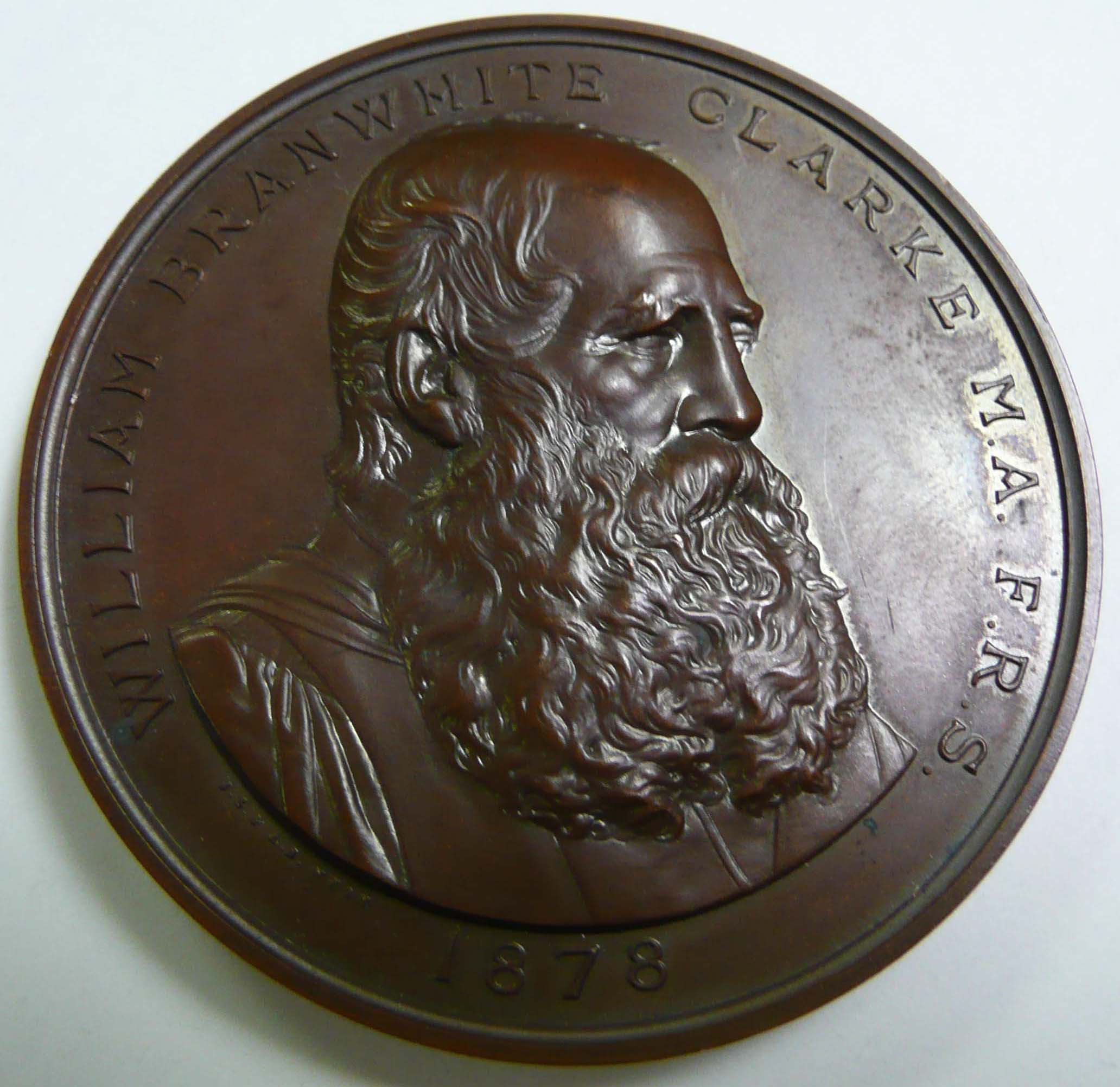
Clarke Medal

## Lista nagrodzonych
- 1878 – Prof. Sir Richard Owen
- 1879 – George Bentham
- 1880 – Prof. Thomas Henry Huxley
- 1881 – Prof. Frederick McCoy
- 1882 – Prof. James Dwight Dana
- 1883 – Baron Ferdinand von Mueller
- 1884 – Alfred Richard Cecil Selwyn
- 1885 – Sir Joseph Dalton Hooker
- 1886 – Prof. Laurent-Guillaume de Koninck
- 1887 – Sir James Hector
- 1888 – Julian Tenison Woods
- 1889 – Robert L. J. Ellery
- 1890 – George Bennett
- 1891 – Captain Frederick Wollaston Hutton
- 1892 – Sir William Turner Thiselton-Dyer
- 1893 – Prof. Ralph Tate
- 1895 – wspólnie: Robert Logan Jack i Robert Etheridge
- 1896 – The Hon. Augustus Charles Gregory
- 1900 – Sir John Murray
- 1901 – Edward John Eyre
- 1902 – Frederick Manson Bailey
- 1903 – Alfred William Howitt
- 1907 – Prof. Walter Howchin
- 1909 – Dr Walter E. Roth
- 1912 – William Harper Twelvetrees
- 1914 – Sir Arthur Smith Woodward
- 1915 – Prof. William Aitcheson Haswell
- 1917 – Prof. Sir Edgeworth David
- 1918 – Leonard Rodway
- 1920 – Joseph Edmund Carne
- 1921 – Joseph James Fletcher
- 1922 – Richard Thomas Baker
- 1923 – Sir Walter Baldwin Spencer
- 1924 – Joseph Henry Maiden
- 1925 – Charles Hedley
- 1927 – Andrew Gibb Maitland
- 1928 – Ernest Clayton Andrews
- 1929 – Prof. Ernest Willington Skeats
- 1930 – Leonard Keith Ward (geologia)
- 1931 – Robert John Tillyard (entomologia)
- 1932 – Frederick Chapman (palaeontologia)
- 1933 – Walter George Woolnough (geologia)
- 1934 – Edward Sydney Simpson (mineralogia)
- 1935 – George William Card (geologia)
- 1936 – Sir Douglas Mawson (geologia)
- 1937 – John Thomas Jutson (geologia)
- 1938 – Henry Caselli Richards (geologia)
- 1939 – Carl Süssmilch (geologia)
- 1941 – Frederic Wood Jones (zoologia)
- 1942 – William Rowan Browne (geologia)
- 1943 – Walter Lawry Waterhouse (botanika)
- 1944 – Wilfred Eade Agar (zoologia)
- 1945 – William Noel Benson (geologia)
- 1946 – John McConnell Black (botanika)
- 1947 – Hubert Lyman Clark (zoologia)
- 1948 – Arthur Bache Walkom (palaeobotanika)
- 1949 – Herman Rupp (botanika)
- 1950 – Ian Murray Mackerras (zoologia)
- 1951 – Frank Leslie Stillwell (geologia)
- 1952 – Joseph Garnett Wood (botanika)
- 1953 – Alexander John Nicholson (entomologia)
- 1954 – Edward de Courcy Clarke (geologia)
- 1955 – Rutherford Ness Robertson (botanika)
- 1956 – Oscar Werner Tiegs (zoologia)
- 1957 – Irene Crespin (geologia)
- 1958 – Theodore G.B. Osborn (botanika)
- 1959 – Tom Iredale (zoologia)
- 1960 – Austin Burton Edwards (geologia)
- 1961 – Charles Austin Gardner (botanika)
- 1962 – Horace Waring (zoologia)
- 1963 – Germaine Joplin (geologia)
- 1964 – Joyce Winifred Vickery (botanika)
- 1965 – Mabel Josephine Mackerras (zoologia)
- 1966 – Dorothy Hill (geologia)
- 1967 – Spencer Smith-White (botanika)
- 1968 – Herbert Andrewartha (zoologia)
- 1969 – Samuel Warren Carey (geologia)
- 1970 – Gilbert Percy Whitley (zoologia)
- 1971 – Nancy Tyson Burbidge (botanika)
- 1972 – Haddon King (geologia)
- 1973 – Marshall Davidson Hatch (botanika)
- 1974 – Cecil Hugh Tyndale-Biscoe[4]
- 1975 – Joseph Newell Jennings (geografia)[5]
- 1976 – Lilian R. Fraser
- 1977 – Alec Francis Trendall (geologia)
- 1978 – D.T. Anderson
- 1979 – Lawrence Alexander Sidney Johnson
- 1981 – W. Stephenson
- 1982 – Noel Charles William Beadle
- 1983 – Keith Alan Waterhouse Crook (geologia)
- 1984 – Michael Archer (palaeontologia)
- 1985 – H.B.S. Womersley
- 1986 – David J. Groves (geologia)
- 1987 – Anthony James Underwood
- 1988 – Barry Garth Rolfe
- 1989 – John Roberts (geologia)
- 1990 – Barrie Gillen Molyneux Jamieson (zoologia)
- 1991 – Shirley Winifred Jeffrey (biologia/botanika)
- 1992 – Alfred Edward Ringwood (geologia)
- 1993 – Gordon C. Grigg (zoologia)
- 1994 – wspólnie: Craig A. Atkins & Barbara G. Briggs (botanika)
- 1995 – Christopher McAuley Powell (geologia)
- 1996 – Klaus Rohde (zoologia)
- 1997 – Charles Barry Osmond (botanika)
- 1998 – Richard Limon Stanton (geologia)
- 1999 – Richard Shine (zoologia)
- 2000 – Sarah Elizabeth Smith (rolnictwo)
- 2001 – Gordon H. Packham (geologia)
- 2002 – Prof. Robert Hill (botanika)
- 2003 – Prof. Lesley Joy Rogers (zoologia)
- 2004 – Prof. Ian Plimer (geologia)
- 2005 – Prof. Mark Westoby (botanika)
- 2006 – Prof. Anthony Hulbert (zoologia)
- 2007 – Prof. Suzanne O’Reilly (geologia)
- 2008 – Prof. Bradley Potts (botanika)
- 2009 – Dr Winston Ponder (zoologia)
- 2010 – Prof. Kenton Campbell (geologia)
- 2011 – Prof. Byron Lamont (botanika)